# Trogon dorsiverd
El trogon dorsiverd (Trogon viridis) és una espècie d'ocell de la família dels trogònids (Trogonidae) que habita la selva humida i altres formacions boscoses de Colòmbia, Veneçuela, Trinitat, Guaiana, est del Perú i de Bolívia i Brasil amazònic i sud-oriental.
L'espècie Trogon chionurus s'ha considerat una subespècie de Trogon viridis.